# Soraya Richter
Soraya-Antoinette Richter (* 24. Juli 1996 in Rüdersdorf) ist eine deutsche Synchronsprecherin und Schauspielerin.

## Leben
Soraya Richter begann ihre Schauspielkarriere bereits im Alter von sechs Jahren. Ihre erste große Rolle erhielt sie in dem Film Tigeraugen sehen besser. An der Seite von Christoph Waltz und Anica Dobra übernahm sie die Rolle der Lissi. In den Folgejahren war Richter regelmäßig in deutschen Fernsehproduktionen zu sehen. 2005 erhielt sie eine der Hauptrollen in der deutschen Kinder-TV-Serie Beutolomäus sucht den Weihnachtsmann.
Mittlerweile ist sie aber vorwiegend als Synchronsprecherin tätig.

## Filmografie (Auswahl)
- 2002: Tigeraugen sehen besser
- 2003: Der Wunschbaum
- 2003: Das schönste Geschenk meines Lebens
- 2003: Dr. Sommerfeld – Neues vom Bülowbogen
- 2003: Das Wunder von Lengede
- 2003: Für alle Fälle Stefanie
- 2003: Im Namen des Gesetzes
- 2004: Häschen in der Grube (Kurzfilm)
- 2004: Meine schönsten Jahre
- 2004: Dornröschens leiser Tod
- 2004: Judith Kemp
- 2004: SOKO Leipzig
- 2004: Der verzauberte Otter
- 2004: Abschnitt 40
- 2004: Eine Prinzessin zum Verlieben
- 2004: Ein Kuckuckskind der Liebe
- 2005: Willkommen daheim
- 2005: Polizeiruf 110: Heimkehr in den Tod
- 2005: Beutolomäus sucht den Weihnachtsmann (TV-Serie)
- 2005: Hallo Robbie!
- 2005: Die Dreisten Drei – jetzt noch dreister
- 2006: Alles über Anna
- 2006: Meine bezaubernde Nanny
- 2006: Blond: Eva Blond! – Der sechste Sinn
- 2007: Theo, Agnes, Bibi und die anderen (TV)
- 2007: Rosa Roth

## Synchronisation (Auswahl)
Bex Taylor-Klaus
- 2011–2014: The Killing (Fernsehserie) als Bullet
- 2014: The Quest – Die Serie als Amy Meyer
- 2015: Scream (Fernsehserie) als Audrey Jenson (1. Staffel)

Chloë Grace Moretz
- 2004–2012: Desperate Housewives (Fernsehserie) als Sherri Maltby
- 2005: Amityville Horror als Chelsea Lutz
- 2011: Texas Killing Fields – Schreiendes Land als Little Ann Seliger
- 2011: Runaway Girl als Lili McLullen

Elle Fanning
- 2008: Der seltsame Fall des Benjamin Button als Daisy
- 2010: Somewhere als Cleo
- 2011: Wir kaufen einen Zoo als Lily Miska
- 2011: Twixt als Virginia

Madeline Carroll
- 2007–2013: Private Practice als Maggie (Staffel 3)
- 2009: Astro Boy als Widget
- 2009–2012: Lie to Me als Samantha Burch
- 2012: The Magic of Belle Isle – Ein verzauberter Sommer als Willow O’Neil
- 2012: Scandal als Karen Grant (Staffel 3)

Hannah Endicott-Douglas
- 2010: Cassie – Eine verhexte Hochzeit als Lori Russell
- 2011: Cassie – Eine verhexte Familie als Lori Russell
- 2012: Cassie – Ein verhextes Video als Lori Russell
- 2013: Cassie – Ein verhexter Geburtstag als Lori Russell

Laine MacNeil
- 2010: Gregs Tagebuch – Von Idioten umzingelt! als Patty Farrell
- 2011: Gregs Tagebuch 2 – Gibt’s Probleme? als Patty Farrell
- 2012: Gregs Tagebuch 3 – Ich war’s nicht! als Patty Farrell

### Serien
- 2001–2015: Degrassi: The Next Generation für Jessica Tyler als Jenna Middleton
- 2004–2011: Backyardigans – Die Hinterhofzwerge für Rae Naelee als Tasha
- 2004–2008: Todds tolle Welt als Sophie
- 2005–2010: Ghost Whisperer – Stimmen aus dem Jenseits für Abigail Breslin als Sarah Applewhite
- 2006: Coco, der neugierige Affe als Betsy
- 2006–2010: Heroes für Adair Tishler als Molly Walker
- 2007: Keeping Up with the Kardashians für Kendall Jenner als Kendall Jenner
- 2008–2010: Gary Unmarried für Laura Marano und Kathryn Newton als Louise Brooks
- 2009–2011: Yu-Gi-Oh! 5D’s für Yuka Terasaki für Luna
- 2010–2012: Tracy Beaker Returns für Saffron Coomber als Sapphire Fox
- 2014: Gracepoint für Madalyn Horcher als Chloe Solano
- 2013–2018: Sofia die Erste – Auf einmal Prinzessin für Darcy Rose Byrnes als Prinzessin Amber
- 2015–2016: Bella and the Bulldogs für Lilimar Hernandez als Sophie Delarosa

### Filme
- 2005: Eine zauberhafte Nanny für Jennifer Rae Daykin als Lily
- 2006: Happy Feet für Alyssa Shafer als Gloria
- 2006: Coco, der neugierige Affe als Betsy
- 2006: Step Up für Alyson Stoner als Camille
- 2007: Verwünscht für Rachel Covey als Morgan
- 2008: Star Wars: The Clone Wars für Nika Futterman als Shaeeah
- 2009: Disneys Eine Weihnachtsgeschichte für Sammi Hanratty als Susan Cratchit
- 2009: Das Mädchen mit dem Zauberhaar für Manami Honjō als Nagako Aoki
- 2009: Harper’s Island für Cassandra Sawtell als Maddison Allen
- 2010: Valentinstag für Megan Suri als Rani
- 2010: Arrietty – Die wundersame Welt der Borger für Mirai Shida als Arrietty
- 2011: Gefährten für Celine Buckens als Emilie
- 2011: Ziemlich beste Freunde für Absa Diatou Toure als Mina
- 2011: Bad Teacher für Kathryn Newton als Chassis Rubin-Rossi
- 2012: Ralph reichts für Stefanie Scott als Moppet Girl
- 2013: Nymphomaniac für Ananya Berg als Joe (jung)
- 2014: Big Eyes für Madeleine Arthur als Jane
- 2014: Boyhood für Cassidy Johnson als Abby
- 2015: Das Märchen der Märchen für Bebe Cave als Violet
- 2016: The Shallows – Gefahr aus der Tiefe für Sedona Legge als Chloe Adams
- 2017: Mary und die Blume der Hexen für Hikari Mitsushima als junge Charlotte